# Maîtrise des Hauts-de-Seine
 (octobre 2024).
La Maîtrise des Hauts-de-Seine est un ensemble de douze chœurs constitué notamment de chœurs d'enfants et du chœur de chambre Unikanti. L'association est constituée de 470 membres en 2025.

## Historique
Initialement installée à Suresnes en 1996, la Maîtrise des Hauts-de-Seine prend place en 2017, à l'invitation du président du conseil départementale des Hauts-de-Seine Patrick Devedjian, au sein de La Seine musicale, sur l'île Seguin à Boulogne-Billancourt.
De 1999 à juillet 2024, elle est dirigée par Gaël Darchen, qui formait déjà depuis 1995 les chœurs et enfants solistes pour l’Opéra national de Paris,.
Le nombre d'adhérents de l'association a chuté, avec 470 membres en 2025 contre 650 en 2017 .

### Dates clés
- 1985 : Création de la Maîtrise des Hauts-de-Seine (un chœur de 80 garçons), par le département des Hauts-de-Seine.
- 1995 : La Maîtrise devient le chœur d’enfants de l’Opéra national de Paris.
- 1997 : Création du premier chœur de filles de la Maîtrise.
- 1999 : Gaël Darchen est nommé directeur de la Maîtrise[6].
- 2002 : Création des ateliers d’art dramatique pour les garçons après la mue.
- 2006 : Création du chœur de chambre de la Maîtrise.
- 2008 : Création du chœur des apprentis (enfants de 5 à 7 ans).
- 2010 : 25e anniversaire au Théâtre André-Malraux de Rueil-Malmaison et à l’Opéra de Massy.
- 2011 : Création d’Opéra Bout’chou.
- 2014 : La Maîtrise atteint un effectif de 500 choristes.
- 2016 : Le chœur de chambre prend l’appellation Unikanti.
- 2017 : La Maîtrise déménage de Suresnes vers La Seine musicale sur l'île Seguin à Boulogne-Billancourt.
- 2017 : Création de l'atelier de comédie musicale Singing on the Seine[7]

## Productions
Régulièrement la Maîtrise se produit à l'Opéra de Paris, le plus souvent dans des opéras, mais il lui arrive également de se produire dans des ballets. Voici une liste non exhaustive des productions que la Maîtrise des Hauts-de-Seine a réalisées : La Flûte enchantée, Louise, Parsifal, Tannhäuser, Ivan le Terrible, Casse-noisette, La Femme sans ombre, Tosca, Le Roi Roger, Pagliacci, Othello, La Bohème, La Fille de neige (ou Snégourotchka), Carmen, L'enfant et les Sortilèges, Somnanbula, Œdipe.
À partir de septembre 2024, l'Opéra de Paris suspend « son partenariat avec la Maîtrise des Hauts-de-Seine », à la suite d'une enquête ouverte, pour harcèlement sexuel, moral et agression sexuelle, à l’encontre de son directeur.

## UNIKANTI, le chœur de chambre
Fondé en 2006, ce chœur a pour vocation de permettre aux adolescents et aux enfants de poursuivre leur formation en art lyrique. Il est composé d’une centaine de chanteurs âgés de 16 à 30 ans (dont 80% sont issus du chœur d’enfants de l’Opéra national de Paris). UNIKANTI compte à son actif plusieurs tournées internationales : en Afrique du Sud (cathédrale du Cap), en Inde (Théâtre de New Delhi), au Costa Rica (Opéra de San José), au Royaume-Uni, en Espagne (Conservatoire Supérieur de Musique de Madrid) au Vietnam (Opéra d’Hanoï), au Laos (Théâtre royal de Luang Prabang), au Cambodge (Théâtre royal de Phnom Penh) et en Italie (basilique Saint-Pierre de Rome).
Parmi les œuvres figurant à son répertoire, on peut citer Didon et Enée de Purcell, Judith Triomphante de Vivaldi, l’Enfant et les Sortilèges de Ravel, Le Petit Faust d’Hervé, La Belle Hélène d’Offenbach, Merlin ou l’Ile Inversée de Gluck, Orphée et Eurydice de Gluck, ainsi que des œuvres sacrées : La Petite Messe Solennelle de Rossini, le Requiem de Fauré, La Damoiselle Élue de Debussy, Les Liturgies pour la Présence divine de Messiaen, le Via Crucis de Liszt, le Lamento de la Ninfa de Monteverdi, ou encore de la musique de la Renaissance.
La notoriété de cet ensemble l’a conduit à se produire dans des lieux du département tels que l’Orangerie du Domaine de Sceaux, le Domaine de la Vallée-aux-Loups, les Jardins Albert Khan), dans les salles parisiennes comme la (Salle Pleyel, la Salle Gaveau ou la Sainte Chapelle de Paris), ou encore à être invité par l’Académie de l’Opéra national de Paris pour interpréter les chœurs sur les productions de Don Giovanni et Cosi fan tutte de Mozart en 2014 et 2015.
Fort de son succès[non neutre] avec l’Enfant et les Sortilèges de Ravel en 2016 et La Belle Hélène d’Offenbach en 2017 au théâtre des Champs-Élysées, UNIKANTI est de nouveau invité dans cette institution en décembre 2017 dans Le Barbier de Séville, ainsi qu’à l’Opéra Royal de Versailles dans Carmen sous la direction de Jean-Christophe Spinosi.

## Affaire judiciaire
En juillet 2024, cinq plaintes pour harcèlement sexuel et moral et agression sexuelle sont déposées contre le directeur de la Maîtrise Gaël Darchen par des femmes majeures. Par ailleurs, 25 autres témoignages décrivent des « comportements de harcèlement sexuel constant, des bisous dans le cou, les mains autour de la taille, des remarques sur le physique et des propositions ambiguës, des regards appuyés, parfois sur des élèves très jeunes, et ce devant tout le monde. »
À la suite de ces accusations, contestées par Gaël Darchen, une enquête est ouverte et celui-ci est mis en retrait par Michel Haas, président de la Maîtrise, mais il conserve la direction artistique de la Maîtrise,,.
En février 2025, France Culture fait état de nouveaux témoignages de mineurs contre Gaël Darchen,.

## Commission d'enquête parlementaire
En mars 2025, la commission d’enquête relative aux violences commises dans les secteurs du cinéma, de l’audiovisuel, du spectacle vivant, de la mode et de la publicité, relève des manquements  sur le plan de la relation entre le chef de chœur et les élèves… mais également dans la gestion financière de la Maîtrise des Hauts-de-Seine. 
La commission a engagé des actions en parjure contre Michel Haas et Anne-Sophie Lépinay, président et directrice adjointe de la Maîtrise des Hauts-de-Seine. La commission, dans son compte rendu d'avril 2025, indique qu'elle va également procéder à un signalement au titre de l’article 40 du code de procédure pénale concernant la Maîtrise des Hauts-de-Seine,. 
Le député MoDem Erwan Balanant, rapporteur de cette commission, évoque une gestion « non seulement autoritaire mais opaque » » organisée pour être « prioritairement orientée au bénéfice de M. Darchen et de sa femme, Mme Lépinay ». Ainsi, il est mentionné dans un audit de 2021 des factures de taxi payées par l'association pour des « déplacements personnels » de même des « contraventions payées avec les fonds de l’association ». Il est aussi mentionné des « achats de linge livrés directement à l’adresse personnelle des Darchen ». De plus, Erwan Balanant indique qu'en 2020 le couple Darchen a reçu une « rémunération brute annuelle de 240 000 euros ». Les salaires sont en progression alors que les comptes de l'association sont déficitaires depuis 2018. L'avocat du chef de chœur dénonce pour sa part « un préjugé sur la culpabilité de Gaël Darchen, allant jusqu’à réclamer que des sanctions disciplinaires soient prises à son encontre ».
À l'issue de l'analyse du fonctionnement de l'association par la commission parlementaire, le collectif La Voix des parents du chœur a adressé le 18 avril deux courriers. Un pour le député des Hauts-de-Seine, Gabriel Attal, et l'autre au préfet Alexandre Brugère, pour demander un contrôle de la maîtrise par la chambre régionale des comptes.